# .gi
.gi (Gibraltar) é o código TLD (ccTLD) na Internet para Gibraltar.